# 石原兵永
石原 兵永（いしはら ひょうえい、1895年〈明治28年〉4月12日 - 1984年〈昭和59年〉8月17日）は、無教会派のキリスト教伝道者。栃木県生まれ。旧姓・鈴木。1920年青山学院英文学部卒。内村鑑三に師事する。青山師範学校の英語教師となり、石原文子と結婚、石原姓になる。青山師範学校教授を1931年に退職し伝道活動を続ける。

## 著書
- 『回心記』長崎書店、1942　のち信教出版社
- 『内村鑑三の思想と信仰』木水社、1948
- 『清教徒』山本書店、1963
- 『主の祈り イエスの教と私たちの生活』山本書店、1965
- 『イエスの招き マルコ福音書を中心に』山本書店、1967
- 『石原兵永著作集』全6巻　山本書店、1971-72

1 (神との出会い) 1972
2 (パウロの生涯) 1972
3 (マルコ福音書註解) 1972
4-6 (身近に接した内村鑑三)　1971-72
- 『私の歩んで来た道 戦前・戦中・戦後』山本書店、1980
- 『信仰短言』山本書店、1982

### 編纂
- 『無教会主義論集』第1-4 編 三一書店、1950
- 『杉田つる博士小伝』編 杉田追憶文集刊行会、1958
- 『内村鑑三五十周年記念講演集』編 新地書房、1980

### 翻訳
- 内村鑑三『日本の天職 世界に訴う』角川文庫、1953
- 内村鑑三『英文雑誌による内村鑑三の思想と信仰』新地書房、1983

## 参考
- 『人物物故大年表』